# Trofeo Calder

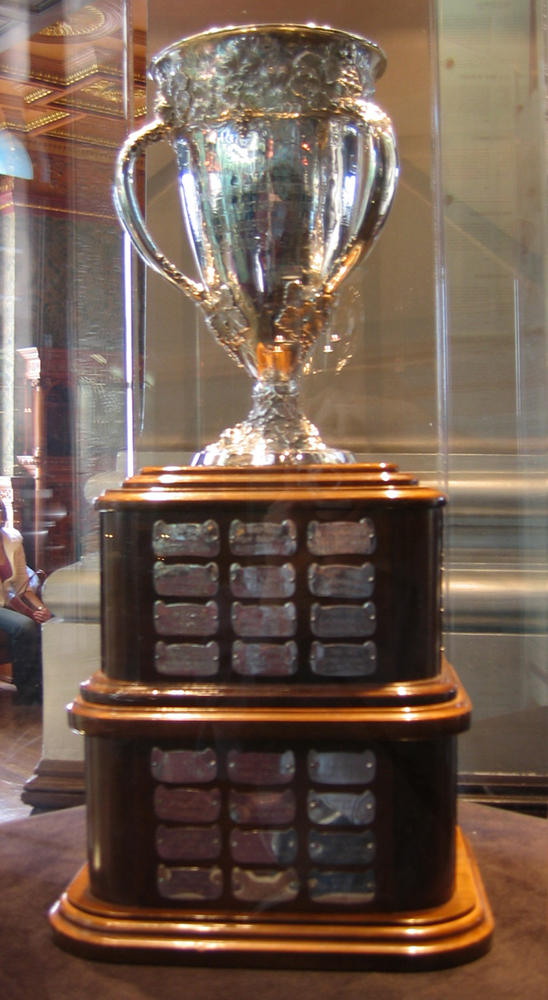
Trofeo Memorial Calder en el Salón de la Fama del Hockey.

El Trofeo Memorial Calder es un trofeo de la National Hockey League, entregado anualmente al mejor novato de cada temporada, votado por la Asociación de Periodistas de Hockey Profesional al término de la fase regular. Se nombra así en homenaje a Frank Calder, presidente de la NHL desde su creación en 1917 hasta su temprano fallecimiento en 1943.

## Historia
Aunque el nombramiento como novato del año se hacía desde la temporada 1932-33, el Trofeo Calder fue entregado por primera vez en la temporada 1932-33. Después de la muerte de Calder, el trofeo se renombró como Trofeo Memorial Calder en su honor. 
El Trofeo Memorial Calder no debe ser confundido con la Copa Calder, también nombrada así en remembranza al mismo personaje, pero que se entrega al campeón de la American Hockey League (AHL).

## Ganadores del Trofeo Memorial Calder
- 2021-22 - Moritz Seider, Detroit Red Wings
- 2020-21 - Kirill Kaprizov, Minnesota Wild
- 2019-20 - Cale Makar, Colorado Avalanche
- 2018-19 - Elias Petterson, Vancouver Canucks
- 2017-18 - Mathew Barzal, New York Islanders
- 2016-17 - Auston Matthews, Toronto Maple Leafs
- 2015-16 - Artemi Panarin, Chicago Blackhawks
- 2014-15 - Aaron Ekblad, Florida Panthers
- 2013-14 - Nathan MacKinnon, Colorado Avalanche
- 2012-13 - Jonathan Huberdeau, Florida Panthers
- 2011-12 - Gabriel Landeskog, Colorado Avalanche
- 2010-11 - Jeff Skinner, Carolina Hurricanes
- 2009-10 - Tyler Myers, Buffalo Sabres
- 2008-09 - Steve Mason, Columbus Blue Jackets
- 2007-08 - Patrick Kane, Chicago Blackhawks
- 2006-07 - Evgeni Malkin, Pittsburgh Penguins
- 2005-06 - Alexander Ovechkin, Washington Capitals
- 2004-05 - Vacante por huelga de jugadores
- 2003-04 - Andrew Raycroft, Boston Bruins
- 2002-03 - Barret Jackman, St. Louis Blues
- 2001-02 - Dany Heatley, Atlanta Thrashers
- 2000-01 - Evgeni Nabokov, San Jose Sharks
- 1999-00 - Scott Gomez, New Jersey Devils
- 1998-99 - Chris Drury, Colorado Avalanche
- 1997-98 - Sergei Samsonov, Boston Bruins
- 1996-97 - Bryan Berard, New York Islanders
- 1995-96 - Daniel Alfredsson, Ottawa Senators
- 1994-95 - Peter Forsberg, Quebec Nordiques
- 1993-94 - Martin Brodeur, New Jersey Devils
- 1992-93 - Teemu Selänne, Winnipeg Jets
- 1991-92 - Pavel Bure, Vancouver Canucks
- 1990-91 - Ed Belfour, Chicago Blackhawks
- 1989-90 - Sergei Makarov, Calgary Flames
- 1988-89 - Brian Leetch, New York Rangers
- 1987-88 - Joe Nieuwendyk, Calgary Flames
- 1986-87 - Luc Robitaille, Los Angeles Kings
- 1985-86 - Gary Suter, Calgary Flames
- 1984-85 - Mario Lemieux, Pittsburgh Penguins
- 1983-84 - Tom Barrasso, Buffalo Sabres
- 1982-83 - Steve Larmer, Chicago Blackhawks
- 1981-82 - Dale Hawerchuk, Winnipeg Jets
- 1980-81 - Peter Stastny, Quebec Nordiques
- 1979-80 - Ray Bourque, Boston Bruins
- 1978-79 - Bobby Smith, Minnesota North Stars
- 1977-78 - Mike Bossy, New York Islanders
- 1976-77 - Willi Plett, Atlanta Flames
- 1975-76 - Bryan Trottier, New York Islanders
- 1974-75 - Eric Vail, Atlanta Flames
- 1973-74 - Denis Potvin, New York Islanders
- 1972-73 - Steve Vickers, New York Rangers
- 1971-72 - Ken Dryden, Montreal Canadiens
- 1970-71 - Gilbert Perreault, Buffalo Sabres
- 1969-70 - Tony Esposito, Chicago Black Hawks
- 1968-69 - Danny Grant, Minnesota North Stars
- 1967-68 - Derek Sanderson, Boston Bruins
- 1966-67 - Bobby Orr, Boston Bruins
- 1965-66 - Brit Selby, Toronto Maple Leafs
- 1964-65 - Roger Crozier, Detroit Red Wings
- 1963-64 - Jacques Laperriere, Montreal Canadiens
- 1962-63 - Kent Douglas, Toronto Maple Leafs
- 1961-62 - Bobby Rousseau, Montreal Canadiens
- 1960-61 - Dave Keon, Toronto Maple Leafs
- 1959-60 - Bill Hay, Chicago Black Hawks
- 1958-59 - Ralph Backstrom, Montreal Canadiens
- 1957-58 - Frank Mahovlich, Toronto Maple Leafs
- 1956-57 - Larry Regan, Boston Bruins
- 1955-56 - Glenn Hall, Detroit Red Wings
- 1954-55 - Ed Litzenberger, Chicago Blackhawks
- 1953-54 - Camille Henry, New York Rangers
- 1952-53 - Lorne "Gump" Worsley, New York Rangers
- 1951-52 - Bernie Geoffrion, Montreal Canadiens
- 1950-51 - Terry Sawchuk, Detroit Red Wings
- 1949-50 - Jack Gelineau, Boston Bruins
- 1948-49 - Pentti Lund, New York Rangers
- 1947-48 - Jim McFadden, Detroit Red Wings
- 1946-47 - Howie Meeker, Toronto Maple Leafs
- 1945-46 - Edgar Laprade, New York Rangers
- 1944-45 - Frank McCool, Toronto Maple Leafs
- 1943-44 - August 'Gus' Bodnar, Toronto Maple Leafs

## Lista de ganadores del Trofeo Calder
- 1942-43 - Gaye Stewart, Toronto Maple Leafs
- 1941-42 - Grant Warwick, New York Rangers
- 1940-41 - Johnny Quilty, Montreal Canadiens
- 1939-40 - Kilby MacDonald, New York Rangers
- 1938-39 - Frank Brimsek, Boston Bruins
- 1937-38 - Cully Dahlstrom, Chicago Blackhawks
- 1936-37 - Syl Apps, Toronto Maple Leafs

## Novatos del año antes de instaurarse el trofeo
- 1935-36 - Mike Karakas, Chicago Blackhawks
- 1934-35 - Sweeney Schriner, New York Americans
- 1933-34 - Russ Blinko, Montreal Maroons
- 1932-33 - Carl Voss, Detroit Red Wings